# Parasalpinia kojimai
Parasalpinia kojimai là một loài bọ cánh cứng trong họ Cerambycidae.